# Rutherfurd (Mondkrater)
Rutherfurd ist ein Einschlagkrater im Süden der Mondvorderseite, innerhalb der Wallebene des großen Kraters Clavius, an deren südlichem Rand.
Der Krater ist kaum erodiert, hat eine etwas unregelmäßige Form und weist im Inneren konzentrische Strukturen sowie einen Zentralberg auf.
| Buchstabe | Position           | Durchmesser | Link |
| --------- | ------------------ | ----------- | ---- |
| A         | 62,28° S, 12,14° W | 10 km       |      |
| B         | 62,57° S, 11,72° W | 6 km        |      |
| C         | 62,51° S, 11,05° W | 12 km       |      |
| D         | 63,33° S, 9,08° W  | 10 km       |      |
| E         | 62,81° S, 8,54° W  | 9 km        |      |

Der Krater wurde 1935 von der IAU nach dem US-amerikanischen Astronomen Lewis Morris Rutherfurd offiziell benannt.